# Alex McArthur
Alex McArthur (ur. 6 marca 1957 w Telford, Pensylwania) – amerykański aktor filmowy i telewizyjny. 
Syn Dolores i Bruce’a McArthura, dostawcy. Studiował aktorstwo w De Anza College w Cupertino i San Jose State University w San José. Pracował jako barman w legendarnym klubie nocnym Studio 54 w Nowym Jorku.
Wystąpił w wideoklipie Madonny „Papa Don’t Preach” (1986), który zamieszczony został w kompilacja teledysków The Immaculate Collection (1990).

## Filmografia

### Filmy fabularne
- 1981: Śmiechu warte jako Bellboy
- 1985: Desert Hearts jako Walter
- 1988: Szaleństwo jako Charles "Charlie" Reece
- 1995: Sekret Sharon jako Bodin
- 1997: Kolekcjoner jako detektyw Davey Sikes
- 1997: Teoria spisku jako Cynic
- 2001: Droga 666 jako Nick, U.S. Marshal
- 2009: Hydra (TV) jako Vincent Camden

### Seriale TV
- 1983-1987: Knots Landing jako Ken Forest
- 1984: Strach na wróble i pani King (Scarecrow and Mrs.King) jako Antov
- 1992: Zagadka Agenta Browna jako Richard Braun
- 1997: Dotyk anioła jako Ed Bingham
- 1999: Szpital Dobrej Nadziei jako Dwayne Haskell
- 1999: Czarodziejki jako Gabriel
- 2004: Babski oddział
- 2004: Żądza krwi jako Jake Vincent